# Говард (округ, Індіана)
Шаблон:StateAbbr_ 40°29′ пн. ш. 86°07′ зх. д. / 40.48° пн. ш. 86.12° зх. д.
Округ Говард (англ. Howard County) — округ (графство) у штаті Індіана, США. Ідентифікатор округу 18067.

## Історія
Округ утворений 1844 року.

## Демографія
За даними перепису 
2000 року 
загальне населення округу становило 84964 осіб, зокрема міського населення було 66469, а сільського — 18495.
Серед мешканців округу чоловіків було 41089, а жінок — 43875. В окрузі було 34800 домогосподарств, 23572 родин, які мешкали в 37604 будинках.
Середній розмір родини становив 2,95.
Віковий розподіл населення поданий у таблиці:
| Стать    | До 15 років | 15-21 | 22-29 | 30-39 | 40-49 | 50-65 | 65-85 | Понад 85 |
| -------- | ----------- | ----- | ----- | ----- | ----- | ----- | ----- | -------- |
| Чоловіки | 9189        | 3985  | 4257  | 5904  | 6149  | 7086  | 4174  | 345      |
| Жінки    | 8885        | 3738  | 4338  | 5958  | 6556  | 7583  | 5840  | 977      |

## Суміжні округи
- Маямі — північ
- Грант — схід
- Тіптон — південь
- Клінтон — південний захід
- Керролл — захід
- Кесс — північний захід

## Виноски
1. ↑  U.S. Decennial Census. United States Census Bureau. Архів оригіналу за 26 квітня 2015. Процитовано 10 липня 2014.
2. ↑  Historical Census Browser. University of Virginia Library. Архів оригіналу за 11 серпня 2012. Процитовано 10 липня 2014.
3. ↑  Population of Counties by Decennial Census: 1900 to 1990. United States Census Bureau. Архів оригіналу за 4 жовтня 2014. Процитовано 10 липня 2014.
4. ↑  Census 2000 PHC-T-4. Ranking Tables for Counties: 1990 and 2000 (PDF). United States Census Bureau. Архів оригіналу (PDF) за 18 грудня 2014. Процитовано 10 липня 2014.
5. ↑  State & County QuickFacts. United States Census Bureau. Архів оригіналу за 7 червня 2011. Процитовано 22 лютого 2014.(англ.) Наведено за англійською вікіпедією.
6. ↑  American FactFinder. Бюро перепису населення США. Архів оригіналу за 21 травня 2008. Процитовано 31 січня 2008.

| США | Це незавершена стаття з географії США. Ви можете допомогти проєкту, виправивши або дописавши її. |